# Beclardia
Beclardia – rodzaj roślin z rodziny storczykowatych (Orchidaceae). Obejmuje dwa gatunki będące endemitami wysp Madagaskar, Mauritius i Reunion. Rośliny występują w wilgotnych lasach liściastych na wysokościach od 900 do 2000 m n.p.m.

## Morfologia
Liście średniej długości, twarde. Kwiatostan boczny i wydłużony. Kwiaty nie otwierają się do końca, białe z ciemniejszą warżką. Kwiaty posiadają dwie pyłkowiny, silnie rozszczepione.

## Systematyka
Rodzaj sklasyfikowany do podplemienia Angraecinae w plemieniu Vandeae, podrodzina epidendronowe (Epidendroideae), rodzina storczykowate (Orchidaceae), rząd szparagowce (Asparagales) w obrębie roślin jednoliściennych.
Wykaz gatunków
- Beclardia grandiflora Bosser
- Beclardia macrostachya (Thouars) A.Rich.